# جک گارفین
جک گارفین (انگلیسی: Jack Garfein; ۲ ژوئیهٔ ۱۹۳۰ – ۳۰ دسامبر ۲۰۱۹) کارگردان، نویسنده، تهیه‌کننده و استاد اهل ایالات متحده آمریکا بود.